# Мыс Мертенса
Мыс Мертенса (эским. Пынъак — «утёс») — мыс на восточном побережье Чукотского полуострова, у входа в пролив Сенявина, омываемый Анадырским заливом Берингова моря в пределах Провиденского района Чукотского автономного округа.
Был обследован в 1828 году Фёдором Литке и назван в честь корабельного врача, участвовавшего в экспедиции.
Скальные обрывы мыса, находящиеся у подножия горы Инак (371 м) здесь сочетаются с приморскими низменными заозёренными равнинами морских террас.
На берегах мыса Мертенса гнездятся: берингов баклан, моёвка, крупные чайки, кайра, чистик. Здесь обитает небольшое стадо снежных баранов.
Близ мыса расположен полевой стационар орнитологов национального парка «Берингия».